# 南町 (水戸市)
南町（みなみまち）は、茨城県水戸市の町名。南町一丁目から南町三丁目まである。郵便番号は310-0021。2010年（平成22年）10月1日現在の面積は0.19674631km2。
金融機関の集まる地域であるとともに、水戸市を代表する商店街が形成されている。

## 地理
水戸市中央部、水戸市の中心市街地に位置する。洪積台地の先端に広がる上市（うわいち）の一角を成す。南町の中央部を南東から北西方向に国道50号が通り、その両側に銀行や大型店舗が集中する。特に国道50号の北側は業務系、南側は商業系の施設が多く、歩行者通行量は南側の方が多い。商業では衣料品、靴・鞄、食料品を扱う店舗が多く、周辺のオフィスワーカーが利用する飲食店も多い。国土交通省発表による2014年（平成26年）1月1日現在の公示地価では、南町二丁目4-35が茨城県内の商業地の地価で第5位であるが、前年比5.5%の下落となっている。
北は五軒町一丁目・大町一 - 三丁目、東は三の丸一丁目、南は宮町二 - 三丁目・梅香一 - 二丁目、西は泉町一丁目と接する。

### 丁目
世帯数・人口は2014年（平成26年）5月1日現在。丁目は三丁目までしかないが、「南町4丁目商店会」という組織が存在する。
南町一丁目
南町の東部にあたる。面積は0.03617262km2。
南町二丁目
南町の中部にあたる。面積は0.076694052km2。
南町三丁目
南町の西部にあたる。面積は0.083879642km2。

### 人口
2017年（平成29年）4月1日現在の世帯数と人口は以下の通りである。
| 丁目      | 男    | 女    | 合計    |
| --------- | ----- | ----- | ------- |
| 南町1丁目 | 147人 | 167人 | 314人   |
| 南町2丁目 | 151人 | 132人 | 283人   |
| 南町3丁目 | 274人 | 338人 | 612人   |
| 計        | 572人 | 637人 | 1,209人 |

### 小・中学校の学区
市立の小・中学校に通学する場合、南町は丁目・地番等により以下のような学区となる。
| 丁目   | 地番等                                        | 小学校       | 中学校     |
| ------ | --------------------------------------------- | ------------ | ---------- |
| 一丁目 | 全域                                          | 三の丸小学校 | 第二中学校 |
| 二丁目 | 全域                                          | 三の丸小学校 | 第二中学校 |
| 三丁目 | 以下を除く地域                                | 三の丸小学校 | 第二中学校 |
| 三丁目 | 4番32号 - 41号、5番15号 - 28号、6番9号 - 27号 | 五軒小学校   | 第二中学校 |

## 歴史
佐竹氏が支配していた安土桃山時代には、南町は大町・中町とともに町屋であったが、水戸徳川家の配下となってからは武家町に変化した。寛政9年（1797年）には36の武家屋敷が建ち並んでいた。武家町に変化する過程で商家は田町へ移転、寺院は慶長6年（1601年）に真言宗円雲院など3寺院が泉町へ、寛永元年（1624年）から同8年（1631年）にかけて残る寺院も他町へ移転した。この大規模な移転事業を田町越（たまちごえ）といい、大町・中町・南町は城下町の中心となる。泉町との境界には郭門が置かれ、時代により「荒町出口」・「荒町見付」・「泉町見付」と名を変えた。
水戸城下には南町に隣接して裏南町（裡南町とも表記）もあり、南町と同じく武家町であった。裡南町は元禄3年（1690年）の令で南町から分離した片側町である。
幕末には彰考館総裁の会沢正志斎が私塾「南街塾」を開設した。裡南町には天狗党首領の田丸稲之衛門が屋敷を構えた。
明治時代になると、商人の移住が相次ぎ、南町は商業地に戻った。武家はすべて転居したという。武家町から商業地への転換は、1886年（明治19年）の水戸大火を契機としたものである。一方、裡南町は住宅地となった。1889年（明治22年）に水戸駅が開業すると、南町と水戸駅の間に銀杏坂が開通した。茨城新聞を発行する茨城新聞社の前身である、いはらき新聞社は1891年（明治24年）に南町で設立され、新聞『いはらき』は茨城県の弁論界の中核を担うこととなった。1921年（大正10年）には下市から常磐銀行が移転し、1935年（昭和10年）に五十銀行と合併して常陽銀行となった。1924年（大正13年）、市内電車の水浜電車が東柵町から郵便局前まで部分開業した。1927年（昭和2年）には大工町まで延長し、水戸駅から南町を経て大工町方面へ抜ける通りが水戸市の都市軸として定着した。
1966年（昭和41年）4月1日、住居表示の実施に伴い隣接する町を編入して南町一 - 三丁目を設置し、南町の一部が泉町一丁目となった。裡南町は全域が南町となり、南町二丁目および三丁目となり、その名は消滅した。1971年（昭和46年）に東光ショッピングセンターが、1973年（昭和48年）に南町2丁目商店街振興組合の誘致によってダイエー水戸店が開業する。東光ショッピングセンターは1980年（昭和55年）にユニー水戸店となるが、1993年（平成5年）に閉店し、跡地利用が中心市街地における懸念事項となった。2005年（平成17年）にはダイエー水戸店が撤退するも、2007年（平成19年）に民間事業者がMIMOとしてリニューアルオープンさせた。しかしMIMOは東日本大震災による被災と耐震性の問題から2013年（平成25年）4月に閉鎖、2014年（平成26年）現在、タカラレーベンが分譲マンションを建設する予定である。

### 沿革
- 1889年（明治22年）4月1日 - 市制施行に伴い、水戸市大字上市字南町となる[3]。
- 1933年（昭和8年） - 大字の廃止により[25]、水戸市南町となる[3]。
- 1966年（昭和41年）4月1日[1] - 丁目が設定され、水戸市南町一 - 三丁目となる[3]。

### 人口の変遷
総数 [戸数または世帯数：  、人口：  ]
| 1950年（昭和25年） | 250世帯 1,232人 |
| 2014年（平成26年） | 610世帯 1,130人 |

### 町名の変遷
| 実施後     | 実施年月日               | 実施前（各町名ともその一部）                             |
| ---------- | ------------------------ | -------------------------------------------------------- |
| 南町一丁目 | 1966年（昭和41年）4月1日 | 南町・仲町・奈良屋町・南三の丸・元白銀町                 |
| 南町二丁目 | 1966年（昭和41年）4月1日 | 南町・裡南町・仲町・藤沢小路                             |
| 南町三丁目 | 1966年（昭和41年）4月1日 | 南町・裡南町・幸町・鈴坂町・鷹匠町・仲町・西町・藤沢小路 |

## 商店街
南町には5つの商店街が存在し、うち3つの商店街が法人格を持ち、水戸市内の商店街では最も活発な事業を展開している。特に南町2丁目商店街振興組合と南町3丁目商店街振興組合の活動が顕著である。南町2丁目商店街振興組合は1972年（昭和47年）に茨城県初の商店街振興組合として発足し、1987年（昭和62年）にイタリア・ボローニャのボッテゲラ・デラ・ピアッツァ商店街と友好提携を締結し、イタリアをイメージした街並み形成を行っている。南町3丁目商店街振興組合は1976年（昭和51年）に発足し、ストリートギャラリーやハーモニーホールの整備を行っている。
隣接する泉町と比較すると、若年層に特化した店舗が多いのが特徴である。例えば、南町3丁目商店街振興組合は時計、靴・鞄、衣類などの買回り品を扱う専門店が多い。

## 交通
鉄道
最寄駅はJR・JR貨物・鹿島臨海鉄道水戸駅またはJR偕楽園駅である。
路線バス
南町2丁目バス停
- 関東鉄道
- 関鉄グリーンバス
- 茨城交通
- TMライナー（関東鉄道、関鉄観光バス）
- 常磐高速バスみと号（JRバス関東、関東鉄道、茨城交通）

南町3丁目バス停
- 関東鉄道
- 関鉄グリーンバス
- 茨城交通
- TMライナー（関東鉄道、関鉄観光バス）

南町角バス停
- 茨城交通

道路
- 国道50号（黄門さん通り）

## 施設
南町一丁目
- JR水戸鉄道サービス本社
- フジタ
- 割烹丸金
- 木村屋本店
- ホテル亀屋
- アパホテル水戸駅北
- ライオンズシティ水戸

南町二丁目
- 日本銀行水戸事務所[36]
- 常陽銀行本店
- 水戸証券水戸支店
- 東京電力茨城支店

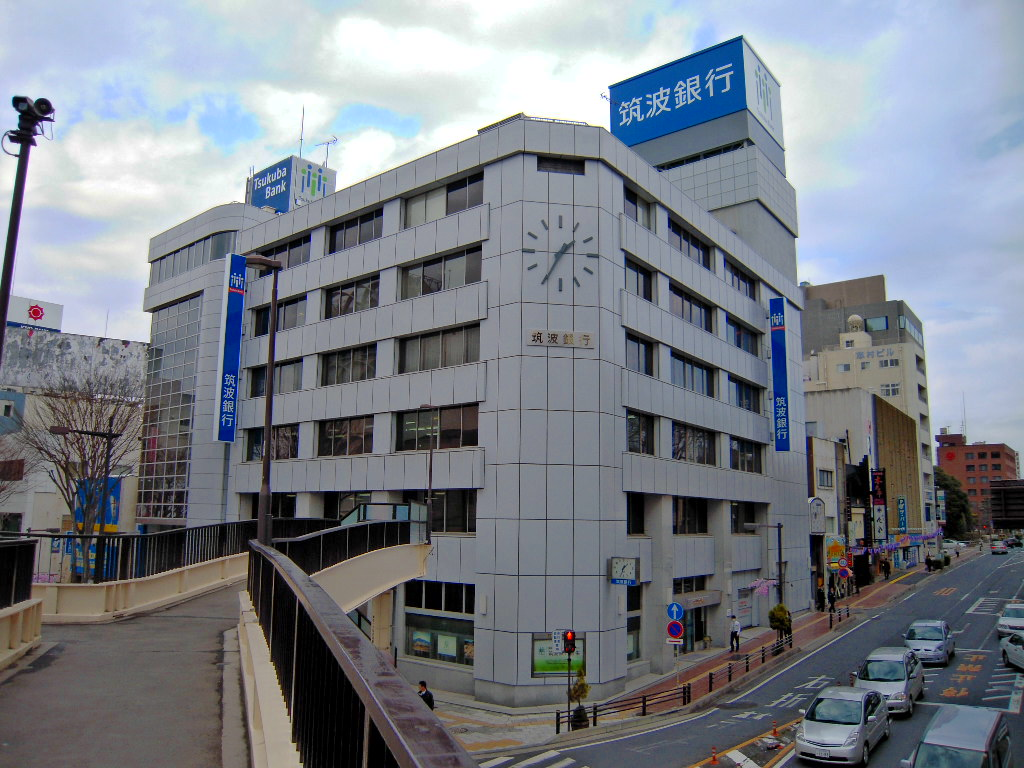
筑波銀行水戸営業部

- 損害保険ジャパン水戸第一支社・水戸第二支社
- 損保ジャパン日本興亜水戸ビル
- 水戸読売会館
- まちなか情報交流センター

南町三丁目
- 学校法人リリー文化学園リリー保育福祉専門学校付属キンダーワールドナーサリー保育園
- 学校法人愛恩幼稚園
- めぶき証券本社
- 常陽クレジット本社
- みずほ銀行水戸支店
- 三井住友銀行水戸支店
- 東邦銀行水戸支店
- 商工中金水戸支店
- 日本政策金融公庫水戸支店
- 水戸ライトハウス
- ホテルサトー水戸
- コネクシオ茨城ビジネスセンター
- 南町自由広場
- 日本聖公会北関東教区水戸聖ステパノ教会